# تیم ملی بسکتبال لیتوانی

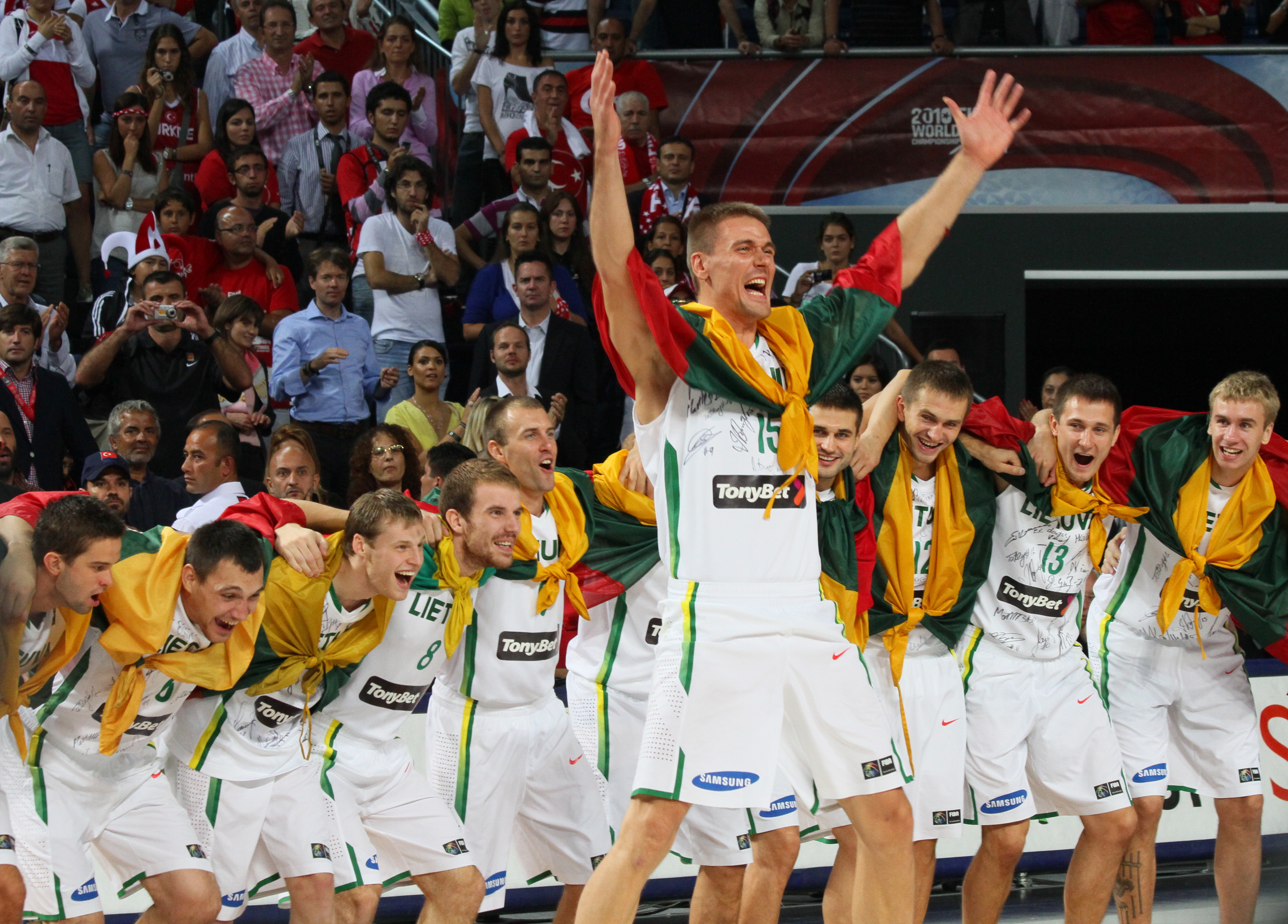

تیم ملی بسکتبال لیتوانی، نام تیم رسمی بزرگسالان کشور لیتوانی و از تیمهای برتر بسکتبال جهان است.
این تیم در رده‌بندی جهانی فیبا در سال ۲۰۱۲ در مقام پنجم قرار داشت.

## تاریخچه
در ۱۳ دسامبر سال ۱۹۲۵در پایتخت لتونی ریگا، لیتوانی‌ها اولین بازی بین‌المللی خود را مقابل همسایگان خود انجام دادند. با توجه به اینکه لتونیها دانش بین‌المللی از مربیان آمریکایی (انجمن مسیحیان جوان) داشتند، آنها به راحتی ۴۱–۲۰ پیروز شدند. یک بازی دیگر در سال بعد انجام شد و ۴۷–۱۲باختند. در این دوره، بسکتبال محبوبیت لیتوانیایی‌ها را کاهش داده و تحت الشعاع فوتبال قرار گرفته بود. آب و هوای سرد و عدم وجود فضای داخلی مناسب فقط باعث می‌شود که بسکتبال در طول فصل تابستان بازی شود و حتی در آن زمان افرادی که ورزش‌های دیگری را ترجیح می‌دادند.

## بازیکنان کنونی
- روبرتاس ژاوتوکاس: خیمکی مسکو (امتیاز بازی در ان بی ای متعلق به سن آنتونیو اسپرز)
- لیناس کلایزا: تورنتو رپتورز
- ژیدروناس ایلگاوسکاس: میامی هیت
- یوناس والانسیوناس: تورنتو رپتورز
- داریوش سونگایلا: CB Valladolid در لیگ آ س ب